# Casa di Teodoro Amayden
Casa di Teodoro Amayden é um palacete localizado na altura do número 65 da Via di Monte Giordano, no rione Ponte de Roma. O edifício renascentista é erroneamente batizado com o nome de Teodoro Amayden, um advogado holandês que se mudou para Roma no final do século XVI e que escreveu um tratado amplamente conhecido sobre as famílias nobres da cidade. Similar a outra residência localizada na vizinha Via dei Coronari, a arquitrave do portal está decorado com uma inscrição moral: "UNDE EO OMNIA" ("Tudo retorna para onde veio").